# Браян Ангуло (футболіст, 1989)
Браян Ангуло (ісп. Brayan Angulo, нар. 2 листопада 1989, Калі) — колумбійський футболіст, лівий захисник.
Грав за національну збірну Колумбії.

## Клубна кар'єра
У дорослому футболі дебютував 2006 року виступами за команду «Америка де Калі», в якій провів два сезони.
2008 року перебрався до Європи, приєднавшись до португальської «Боавішти». Згодом протягом частини 2009 року грав там же за  «Лейшойнш», після чого перейшов до іспанського «Депортіво» (Ла-Корунья). У складі «Депортіво» не заграв, але продовжив виступати в Іспанії, де протягом 2010–2014 років захищав кольори «Райо Вальєкано», «Атлетіко Балеарес» та «Гранади».
2014 року за 1,5 мільйони євро перейшов до болгарського «Лудогорця», де провів два сезони. Не став основним гравцем команди, проте здобув за цей час два титули  чемпіона Болгарії.
Протягом 2016–2017 років грав в оренді за мексиканський «Чьяпас», після чого залишився в Мексиці, уклавши повноцінний контракт з «Пуеблою». 2021 року перейшов до «Тіхуани».

## Виступи за збірну
2014 року провів одну гру у складі національної збірної Колумбії.

## Титули і досягнення
- Чемпіон Болгарії (2):

«Лудогорець»: 2014-2015, 2015-2016
- Володар Суперкубка Болгарії (1):

«Лудогорець»: 2014